# Samsung Galaxy A90 5G
O Samsung Galaxy A90 5G é um phablet Android fabricado pela Samsung como parte da série Galaxy A de quinta geração. Ele vem com Android 9 (Pie) com a camada de personalização One UI da Samsung, 6/8 GB de RAM, 128 GB de armazenamento interno e uma bateria de 4500 mAh. É o primeiro smartphone de gama média da Samsung a suportar conetividade de rede 5G. O Galaxy A90 5G foi lançado na Coreia do Sul em 3 de setembro de 2019.